# 1571 Cesco
1571 Cesco (1950 FJ) là một tiểu hành tinh vành đai chính được phát hiện ngày 20 tháng 3 năm 1950 bởi Itzigsohn, M. ở La Plata.